# 1938 en aéronautique
Chronologie de l'aéronautique
- 1934
- 1935
- 1936
- 1937
- 1938
- 1939
- 1940
- 1941
- 1942

Cet article présente les faits marquants de l'année 1938 en aéronautique.

## Évènements
- Un appareil Messerschmitt établit le record de vitesse des avions à moteur à piston à 755,11 km/h.

### Janvier
- Janvier : premier vol du bombardier en piqué japonais Aichi D3A, premier appareil japonais entièrement en métal.

- 16 janvier : guerre d'Espagne : premier bombardement aérien de Barcelone.

- 21 janvier : premier vol du Potez-CAMS 141.

- 29 janvier : tempête sur le trajet Paris-Londres. Aidé par le vent violent, un Lockheed L-12 Electra effectue le trajet Paris-Londres en seulement 52 minutes ; dans le sens inverse, un trimoteur Wibault relie Londres et Paris en 3 heures et 20 minutes. Temps normal du parcours, dans les deux sens : 1 heure et 30 minutes.

### Février
- 6 février : premier vol d'un Hanriot H.220.

- 15 février : premier vol du bimoteur de reconnaissance Bloch MB.170-01.

### Mars
- 1er mars : Los Angeles est coupé du reste du monde pendant trois jours à la suite du passage d'un cyclone. Seul liaison possible : l'avion.

- 7 mars : approbation du Plan V de modernisation de l'Armée de l'Air française.

- 27 mars : inauguration de ligne de la Lufthansa allemande entre Berlin et Bagdad, la plus longue et la plus rapide à ce jour.

### Avril
- 6 avril : premier vol du chasseur américain Bell P-39 Airacobra.

### Juin
- 7 juin : premier vol du Douglas DC-4.

- 25 juin : première liaison régulière en hydravion entre Southampton (Angleterre) et Sydney (Australie).

### Juillet
- 10 juillet : un équipage américain comprenant notamment Howard Hughes améliore le record de traversée de l'Atlantique Nord en 16 heures et 31 minutes sur un Lockheed L-14.

- 14 juillet : Howard Hughes boucle le tour du monde en avion avec escale en 3 jours 19 heures et 14 minutes.

- 26 juillet : premier vol du Potez 662.

### Août
- 10 août : inauguration de la ligne aérienne d'Air France reliant Marseille et Hong Kong en cinq jours.

- 18 août : premier vol du Bloch MB.151 à Villacoublay.

### Septembre
- Septembre : la compagnie Swissair invite des personnes âgées à effectuer un vol sur un Douglas DC-3 afin de montrer que ce moyen de transport est accessible à tous. Le plus âgé des passagers a 96 ans, le plus jeune 83.

- 14 septembre : premier vol du dirigeable LZ 130 Graf Zeppelin II, sister-ship du LZ 129 Hindenburg.

- 22 septembre : premier vol du chasseur américain Curtiss-Wright CW-21.

### Octobre
- 2 octobre : premier vol du chasseur français Dewoitine D.520.

- 11 octobre : premier vol du chasseur bimoteur britannique Westland Whirlwind.

- 14 octobre : premier vol du chasseur américain Curtiss P-40 Warhawk.

- 22 octobre : Mario Pezzi décroche le record d'altitude en avion avec 17 083 m sur Caproni Ca.161 bis.

### Novembre
- 28 - 30 novembre : première liaison entre Berlin et Tokyo, soit 14 228 km. Le vol de la Lufthansa qui passe notamment par Basra, Karachi, puis Hanoi, rejoint sa destination en 46 heures et 18 minutes. L'appareil est un Fw 200 V1 Condor.

### Décembre
- 8 décembre : lancement à Kiel du projet  du premier porte-avions de la marine de guerre allemande, le Graf Zeppelin.

- 15 décembre : premier vol à Villacoublay du chasseur Bloch MB.152.

- 28 décembre : premier vol du bombardier britannique Blackburn B-26 Botha.

- 31 décembre : 
  - premier vol de la l'avion de ligne Boeing 307;
  - bilan de l'année 1938 concernant les traversées transatlantiques : Air France totalise 352 traversées, Lufthansa 413, Imperial Airways (Grande-Bretagne) 2, Pan American 0.